# Gestione navale
Le società di gestione navale sono quelle imprese che forniscono una vasta gamma di servizi agli armatori, quali ad esempio: controlli tecnici, il reclutamento e l'addestramento degli equipaggi, la gestione degli equipaggi e la gestione della flotta.
I servizi in questione si possono raggruppare in tre categorie principali: gestione degli equipaggi, gestione tecnica e gestione commerciale.

## Normativa
Come ogni attività marittima, la gestione navale è un'attività per sua natura globale. In assenza di una normativa internazionale che disciplini la gestione delle navi da parte di terzi, le norme in vigore in questo settore sono state emanate nell'ambito di accordi di diritto privato.
Nella Comunità europea la gestione navale viene effettuata in gran parte a Cipro. Esistono comunque società di gestione con sede nel Regno Unito, in Germania, in Danimarca, in Belgio e nei Paesi Bassi. Al di fuori della Comunità, le società di gestione navale sono principalmente stabilite a Hong Kong, a Singapore, in India, negli Emirati Arabi Uniti e negli Stati Uniti d'America.